# 佳原萌枝
佳原 萌枝（かはら もえ、2000年12月18日 - ）は、日本の女性声優。大阪府出身。ホーリーピーク所属。

## 略歴
小学生時代に『美少女戦士セーラームーン』や『プリキュアシリーズ』でアニメの世界に触れる。その後、自身が好きだった小説のアニメ化を知ったことから「キャラクターはどんな声なのか」と気になり、PR動画等を視聴した際にキャスト名が書かれていたことから、声優業を意識し始めたという。
高校1年生の頃に大阪スクールオブミュージック高等専修学校に入学して演技の勉強を始め、最初に触れたのはミュージカルであった。その後、高校卒業後に上京し、ゆーりんプロに所属したが、同事務所に所属したきっかけは高校2年生のころに受けたオーディションであり、在学中でも受けることことができるということで「チャンスだな！」と思ったという。高校3年生からは少しずつ仕事やオーディションの話等を聞いていたという。その後、ブラウザゲームのキャラクターボイスが初めての仕事となった。
2021年7月1日、芸名を「岸本萌佳」から「佳原萌枝」に変更。同期のテレビアニメ『現実主義勇者の王国再建記』のトモエ・イヌイ役で初の役名付きかつレギュラー出演。同作品のラジオ番組でもサブMCを務める。さらに超!A&G+『ラジオどっとあい』の第86代パーソナリティにも選ばれる。
2022年3月31日付けで、ゆーりんプロを退所し、フリーランスでの活動期間を経て、同年7月1日付でホーリーピークへ移籍。

## 人物
趣味として読書、ゲーム、作詞作曲、絵をそれぞれ挙げている。特技としてダンス、歌、細かい作業をそれぞれ挙げている。

## 出演
太字はメインキャラクター。

### テレビアニメ
2020年
- BanG Dream!（中学生B）
- シャドウバース（アリスファン）
- 遊☆戯☆王SEVENS

2021年
- 幼なじみが絶対に負けないラブコメ（女子生徒）
- 現実主義勇者の王国再建記（2021年 - 2022年、トモエ・イヌイ） - 2シリーズ
- 死神坊ちゃんと黒メイド（ベト）
- 無職転生 〜異世界行ったら本気だす〜（獣族の子供、子供B）

2022年
- 舞妓さんちのまかないさん（舞妓、女子学生）
- 失格紋の最強賢者（リーリア）
- 処刑少女の生きる道（アカリ〈時任灯里〉）
- くノ一ツバキの胸の内（ハス）
- 金装のヴェルメイユ〜崖っぷち魔術師は最強の厄災と魔法世界を突き進む〜（リン）
- クールドジ男子（女子高生）

2023年
- あやかしトライアングル（女子）
- 異世界はスマートフォンとともに。2（プレリオラ）
- アンデッドアンラック（2023年 - 2024年、出雲風子）
- 新しい上司はど天然（住人）

2024年
- 菜なれ花なれ（谷崎詩音）
- 転生したらスライムだった件（モミジ）
- なぜ僕の世界を誰も覚えていないのか?（シルク）
- Re:ゼロから始める異世界生活 3rd season（2024年 - 2025年、ラフィール） - 2シリーズ
- マーダーミステリー・オブ・ザ・デッド（天野ミコト）

### 劇場アニメ
- グッバイ、ドン・グリーズ!（2022年、女子生徒）

### OVA
- 超次元ゲイム ネプテューヌ 〜ねぷねぷだらけの感謝祭〜（2021年、女性B）
- フルーツバスケット -prelude-（2022年、生徒）

### Webアニメ
- サクラ革命 〜華咲く乙女たち〜 スペシャルアニメ（2020年、咲良しの）
- 月曜日のたわわ2（2021年、女子生徒、牧場のお客さん）
- 極主夫道（2021年、子供）
- 風都探偵（2022年、高橋さん[22]）
- おっさん!!（2024年 - 、サカタさん）

### ゲーム
2019年
- 幻獣姫（ポルターガイスト）
- ドラガリアロスト

2020年
- モンスターストライク（2020年 - 2025年、フラッグJr.＆ナーナ〈ナーナ〉、フラッグJr.＆ユニティル〈ユニティル〉、ストーム、ロベスピエール）
- ロボットガールズZ ONLINE（ウィング）
- Re;quartz 零度（2020年 - 2024年、タカツカサミコト）
- サクラ革命 〜華咲く乙女たち〜（咲良しの）

2021年
- 幻獣契約クリプトラクト（ユースティア、男の子）
- 100%おれんじじゅ〜すっ！（ハレナ）
- LOST ARK（ニア）
- アイドルマスター SideM GROWING STARS（アスラン〈幼少期〉）

2022年
- AZUREA-空の唄-（おにぎり）
- 東方アルカディアレコード（射命丸文）
- 無期迷途（ビクトリア、デモーリー）

2023年
- サンローラン騎士団（カイエ）

2024年
- ウマ娘 プリティーダービー（フサイチパンドラ）
- 魔導物語 フィアと不思議な学校（エスカ）

### ボイスドラマ
- おチビがうちにやってきた!（2021年、ナレーター、春沢実咲[35]）

### デジタルコミック
- 会長様とひよこちゃん（2020年、夢見陽菜）
- さよならマヌケな誘拐犯さん（2021年、メイ）
- ご注文はうさぎですか?10周年記念ボイスコミック（2021年、同級生[36]）

### ラジオ
※はインターネット配信。
- 『現実主義言者の王国再声記 HOW A REALIST PERSONALITY RADIO THE KINGDOM 〜現国ラジオ〜』（2021年 - 、アニメ公式サイト内、YouTube「KING AMUSEMENT CREATIVE」公式チャンネル※）[37]
- ラジオどっとあい 佳原萌枝といっしょ。（2021年、AG-ON Premium※・YouTube※・超!A&G+※）
- 処刑RADIO 〜処刑少女の語る道（ラジオロード）〜（2022年 - 、音泉※・YouTube※）[38]
- 超!A&G+マンスリースペシャル 佳原萌枝のもえてみたい？ラジオ（2023年、超!A&G+※・YouTube※）
- a-FANAN 佳原萌枝 ガンバレル(かも)シレナイ（2024年 - 、USEN・YouTube※）

### 舞台
- Team BareboAt 実験公演 vol.1 2021 晴れたら空に豆まいて（2021年3月7日、豆風ライブハウス 代官山） - 「Team BareboAt」メンバーとして出演[39]。

### その他コンテンツ
- ネーミングバラエティー 日本人のおなまえっ!（NHK、現代版の酒井敏也さんの娘役）
- 帝国ホテル 東京 〜思い出の場所。これからもずっと〜（VP）
- 栄光ゼミナール インナー映像（VP）
- ぱんぷきんず。「サクラウタ」（MV）

## ディスコグラフィ

### キャラクターソング
| 発売日         | 商品名                                    | 歌                                                         | 楽曲                                                                        | 備考                                                   |
| -------------- | ----------------------------------------- | ---------------------------------------------------------- | --------------------------------------------------------------------------- | ------------------------------------------------------ |
| 2020年10月22日 | SAKURA HIKARU Revolution                  | 帝国華撃団                                                 | 「SAKURA HIKARU Revolution」                                                | ゲーム『サクラ革命 〜華咲く乙女たち〜』主題歌          |
| 2022年7月6日   | くノ一ツバキの胸の内 あかね組音楽集       | ヒギリ（貫井柚佳）、スズシロ（高田憂希）、ハス（佳原萌枝） | 「あかね組活動日誌 ～辰班～」                                               | テレビアニメ『くノ一ツバキの胸の内』エンディングテーマ |
| 2022年7月6日   | くノ一ツバキの胸の内 あかね組音楽集       | あかね組ねうしとらうたつみうまひつじさるとりいぬい         | 「あかね組活動日誌 ～ねうしとらうたつみうまひつじさるとりいぬい大集合！～」 | テレビアニメ『くノ一ツバキの胸の内』エンディングテーマ |
| 2023年11月30日 | 燃えチバ-30 BIG BONUS MUSIC               | OASOBI.NET                                                 | 「制御不能!恋のサーモスタット」                                             | パチスロ『燃えチバ-30』                                |
| 2025年3月5日   | ウマ娘 プリティーダービー WINNING LIVE 24 | ウマ娘                                                     | 「STARTING FORCE」                                                          | ゲーム『ウマ娘 プリティーダービー』関連曲              |
| 2025年3月5日   | ウマ娘 プリティーダービー WINNING LIVE 24 | ウマ娘                                                     | 「うまぴょい伝説」                                                          | ゲーム『ウマ娘 プリティーダービー』関連曲              |